# Organizzazione saudita per gli standard, la metrologia e la qualità
La Organizzazione saudita per gli standard, la metrologia e la qualità (in arabo الهيئة السعودية للمواصفات والمقاييس والجودة‎?; in inglese Saudi Standards, Metrology and Quality Organization, sigla: SASO) è l'organizzazione di standardizzazione nazionale dell'Arabia Saudita.
Essendo membro dell'Organizzazione internazionale per la normazione (ISO), è necessariamente l'unica organizzazione di standardizzazione nazionale che rappresenti l'ISO in Arabia Saudita. In particolare, è un membro a pieno titolo (Member body) dell'ISO, e in quanto tale partecipa e vota alle riunioni dell'ISO tecniche e sulle policy, oltre a vendere e adottare gli standard internazionali ISO a livello nazionale.
È anche membro della Commissione elettrotecnica internazionale (IEC), dell'Organizzazione internazionale di metrologia legale (OIML) e del Bureau international des poids et mesures (BIPM).
SASO ospita il Comitato di Accreditamento Saudita (SAC), che è responsabile dell'accreditamento dei laboratori e degli organismi di certificazione.

## Storia
SASO è stata istituita ai sensi del regio decreto n. M/10 del 03/03/1392 H (17/04/1972 G), ottenendo l'iscrizione all'ISO nello stesso anno.

## Attività
È membro dell'Organizzazione internazionale per la normazione, dove alla data del 3 novembre 2021 contava 316 partecipazioni alle Commissioni Tecniche (Technical Committee) e 3 partecipazioni ai Comitati di sviluppo delle policy (Policy Development Committee).
Alla data del 3 novembre 2021, SASO ha approvato:
- 6968 standard su prodotti elettrici ed elettronici
- 5315 standard su prodotti meccanici e in metallo
- 2609 standard su taratura e metrologia
- 3861 standard su costruzione e materiali da costruzione
- 7162 standard su prodotti chimici e petroliferi
- 1406 standard su prodotti tessili
- 1341 standard su servizi

Alla stessa data, si contano 1221 pubblicazioni del Saudi Quality Mark, 1077 certificati di conformità, 29688 certificati IECEE, 169019 dispositivi elettronici certificati SLS, 86546 pneumatici certificati SLS e 9509 certificati di consumo idrico e 134947 laboratori prove auto.

### Saudi Quality Mark
Le attività di SASO includono la regolamentazione del Saudi Quality Mark, un marchio di qualità che ha lo scopo di garantire che i prodotti appartenenti alle categorie per i quali tale marchio è obbligatorio rispettino le norme saudite.
Tali categorie di prodotti sono:
- Apparecchi a gas e loro accessori
- Acciaio
- Cemento
- Calcestruzzo preconfezionato
- Piastrelle in ceramica
- Piastre di ferro
- Pannelli compositi in alluminio per rivestimenti
- Ausiliari di degradazione della plastica
- Prese elettriche multiple
- Prese elettriche

### RASID
SASO gestisce il sistema RASID (analogo al sistema RAPEX della Comunità Europea), attraverso il quale gli organismi nazionali scambiano e comunicano segnalazioni riguardanti la non conformità di prodotti non alimentari e non medicali, al fine di intervenire in maniera tempestiva per tutelare la sicurezza e la salute dei consumatori.